# Johann Hermann von Hermannsdorf

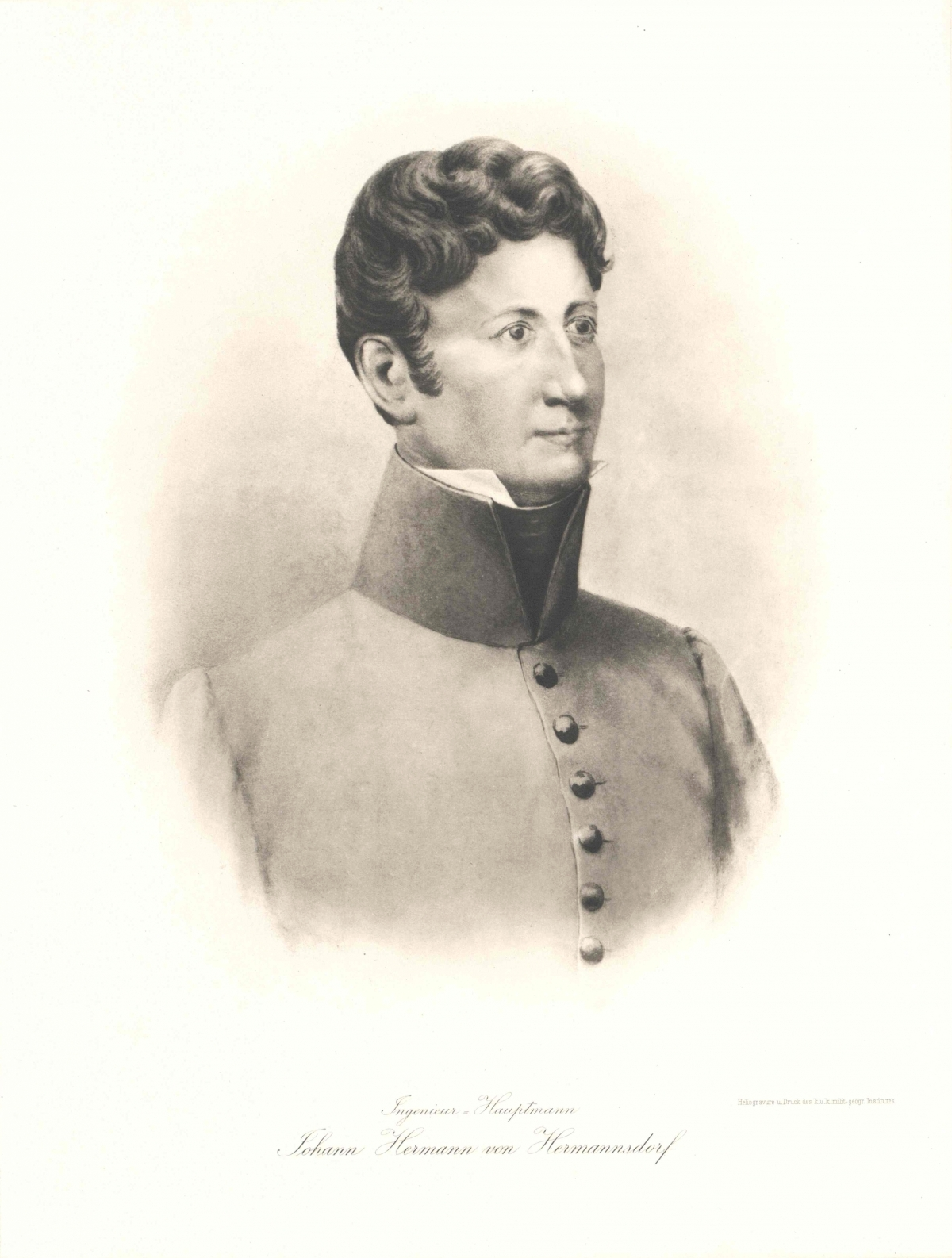
Johann Hermann von Hermannsdorf

Befestigungen auf dem Predilpass

Johann Hermann von Hermannsdorf (* 30. November 1781 in Prag; † 18. Mai 1809 am Predil-Pass) war Ingenieur-Hauptmann der Kaiserlich-Königlichen Armee und Kommandant der Festung am Predilpass, welche er 1809 gegen die Napoleonische Armee verteidigt hat.

## Leben
Johann Hermann war der zweite Sohn des k.k. Hofrats bei der Hofkammer in Wien, des Johann Franz Hermann Ritter von Hermannsdorf (geboren in Wien 1748 und gestorben ebendort am 21. März 1816) und Absolvent der Theresianische Militärakademie. Johann Hermann trat am 16. September 1799 als Kadet aus der Genieakademie in das Ingenieurkorps, avancierte am 14. Oktober 1800 zum Oberlieutnant, am 1. Juli 1805 zum Hauptmann II. Klasse (en second) und am 25. Jänner 1809 zum Hauptmann I. Klasse.
Seine Mutter war Aloisia Hermann von Hermannsdorf geb. Radnicky, geboren am 25. September 1758 in Prag, gestorben am 11. August 1832 in Znaim. Der ältere Bruder Ignaz Josef Hermann Ritter von Hermannsdorf (1779–1868) war verheiratet mit Wilhelmine, geb. Stöger (1802–1872), die 1859 das Schloss Primmersdorf an der Thaya, im Waldviertel, Niederösterreich erwarb. Die Schwester von Johann Hermann, Karoline Josefa Theresia (* 19. März 1782 in Prag, gestorben am 4. August 1864 ebendort) war verheiratet mit Karl Borromäus Kirchner von Neukirchen (* 27. Juli 1759 in Hradischt, gestorben am 29. Oktober 1836). Diese beiden sicherten den Fortbestand der von Hermannsdorf in der weiblichen Linie (Kirchner von Neukirchen, später Neukirchen von Hermansdorf), nachdem der Sohn von Wilhelmine, Alfred Ritter Hermann von Hermannsdorf, geboren 1840, im Jahre 1894 verstarb.
Über den Verlauf der Verteidigung des Predilpasses steht in der Allgemeinen Deutschen Biographie, Band 50 Nachstehendes geschrieben:
„Nach dem Rückzuge des Erzherzogs Johann aus Italien meldete er sich freiwillig, so wie Hauptmann Hensel zur Verteidigung des wichtigen Forts Predil. Er verfügte über 4 Offiziere und 218 Mann des Szluiner Grenzinfanterieregiments und 35 Artilleristen mit zehn Geschützen. Die Aufforderung der Franzosen zur Uebergabe lehnte H. ab und auch der Fall von Malborghet und die Vorführung österreichischer Gefangenen, die ihm den grauenvollen Untergang der Besatzung jenes Forts zu schildern hatten, erschütterten den Entschluß Hermannsdorfs nicht. Der Angriff der Franzosen, der schon seit dem 15. Abends bis 18. Morgens ununterbrochen stattgefunden hatte, wurde nun mit aller Kraft fortgesetzt. Die ganze Division Serras wurde zum Sturm herangezogen und schon verzweifelten die Gegner an der Möglichkeit das Fort zu nehmen, als eine Haubitzgranate im Holzwerk des Blockhauses zündete. Der Brand, von einem heftigen Wind genährt, griff immer weiter um sich. Schon drohte daß Feuer die Pulverkammer zu ergreifen, und nun versuchte Hauptmann Hermannsdorf einen Ausfall. Im Handgemenge wiederholt verwundet, bricht er endlich zusammen und wird von feindlichen Bajonetten durchbohrt. Fast seine ganze Heldenschar fällt mit ihm, nur einzelne Verwundete, die nach der Einnahme des Forts unter den Toten hervorgezogen wurden, gerieten in Kriegsgefangenschaft.“
Johann Hermann von Hermannsdorf und seinem Kameraden Hauptmann Friedrich Hensel, der in Malborgeth die Befestigung verteidigte und am 17. Mai 1809 gefallen war, widmete Kaiser Ferdinand I. 1851 jeweils ein Heldendenkmal, das noch heute in Malborghetto und am Predil-Pass an ihren Heldentod erinnert.
Erzherzog Johann würdigte Johann Hermanns Verdienste um seinen Fürsten und Vaterland mit einem Brief an seinen Vater Johann Franz. Nachstehende Abschrift (Originalbrief siehe Abbildungen) bezeugt dieses.
Lieber Herr Hofrath!

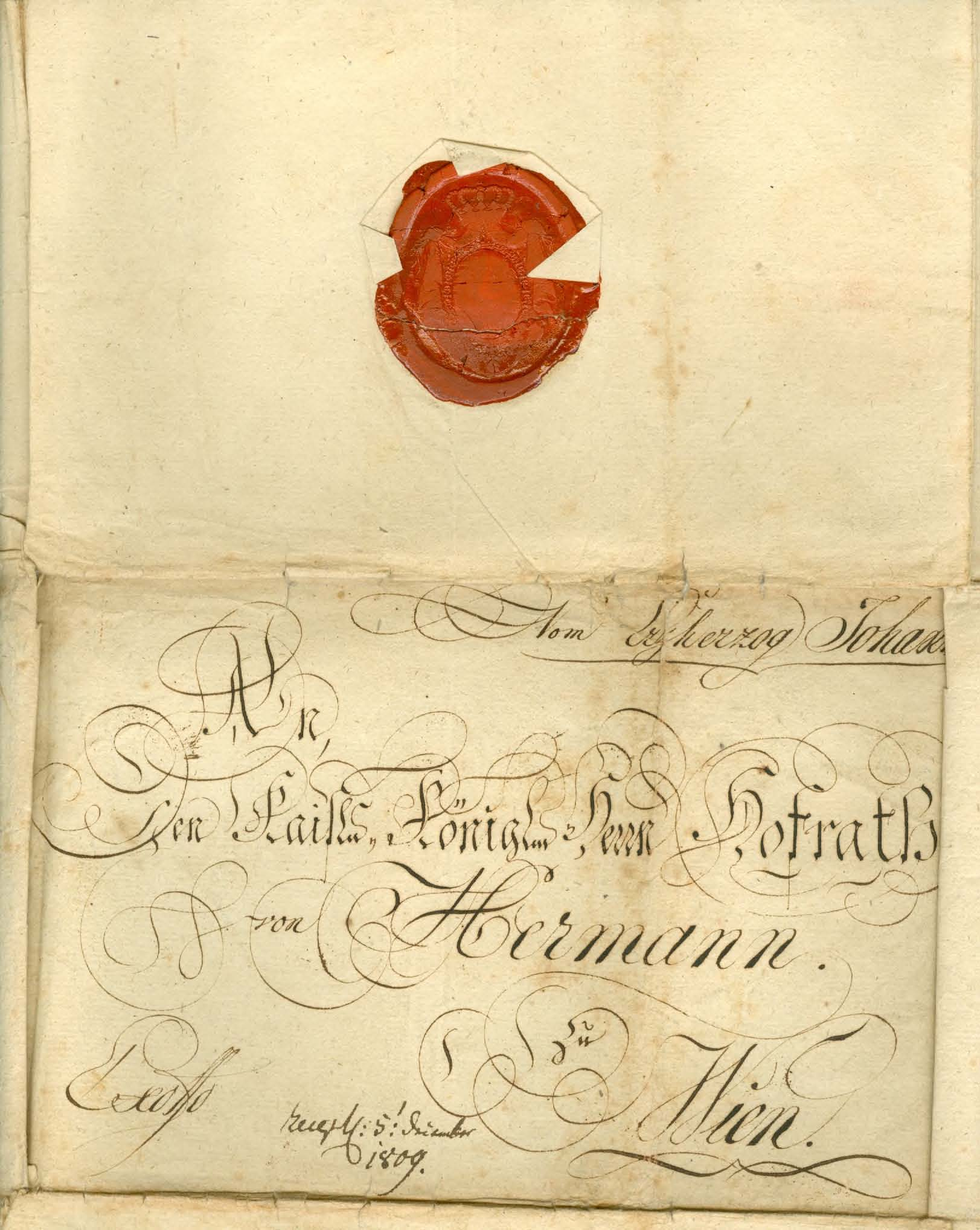
Brief Erzherzog Johanns an den Vater Anschrift mit Siegel des Erzherzogs

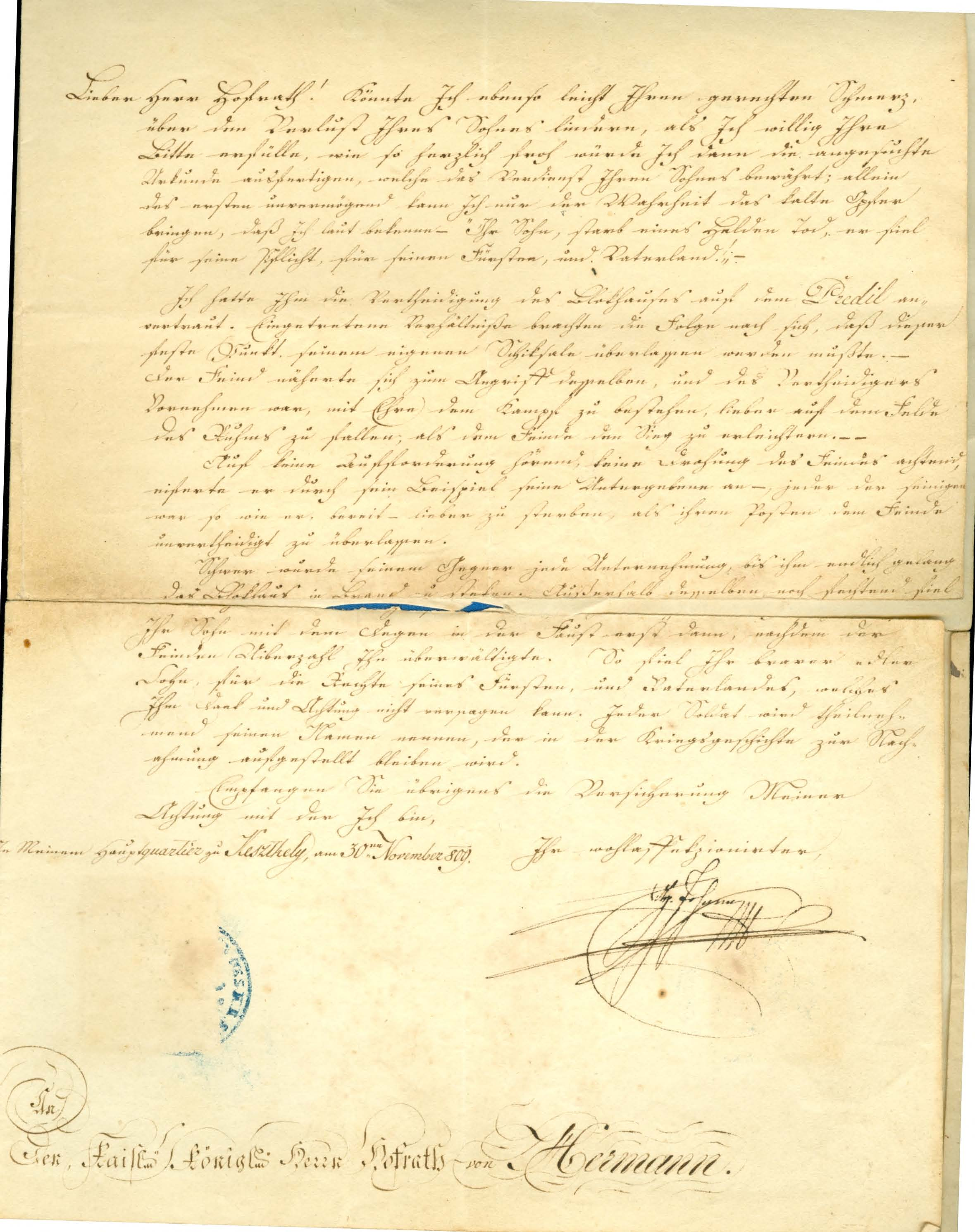
Brief Erzherzog Johanns an den Vater

Könnte ich ebenso leicht Ihren gerechten Schmerz über den Verlust ihres Sohnes lindern, als ich willig ihre Bitte erfülle, wie so herzlich froh würde ich dann die angesuchte Urkunde ausfertigen, welche das Verdienst ihres Sohnes bewährt, allein des ersteren unvermögend, kann ich nur der Wahrheit das kalte Opfer bringen, daß ich laut bekenne – „Ihr Sohn starb eines Helden Tod; er fiel für seine Pflicht, für seinen Fürsten und Vaterland!“ –
Ich hatte ihm die Vertheidigung des Blockhauses auf dem Predil anvertraut. Eingetretene Verhältnisse brachten die Folge nach sich, daß dieser feste Punkt seinem eigenen Schicksale überlassen werden mußte; der Feind näherte sich zum Angriff desselben, und des Vertheidigers Vernehmen war, mit Ehre den Kampf zu bestehen, lieber auf dem Felde des Ruhmes zu fallen, als dem Feinde den Sieg zu erleichtern, – Auf keine Aufforderung hörend, keine Drohung des Feindes achtend, eiferte er durch sein Beispiel seine Untergebenen an; – Jeder der Seinigen war so, wie er bereit, lieber zu sterben, als ihren Posten dem Feinde unvertheidigt zu überlassen.
Schwer wurde seinem Gegner jede Unternehmung, bis ihm endlich gelang, das Blockhaus in Brand zu stecken. Ausserhalb noch fechtend fiel ihr Sohn mit dem Degen in der Faust erst dann, nachdem der Feind Überzahl ihn überwältigte, – So fiel ihr braver edler Sohn für die Rechte seines Fürsten und Vaterlandes, welches ihm Dank und Achtung nicht versagen kann; Jeder Soldat wird Theilnehmend seinen Namen nennen, der in der Kriegsgeschichte zur Nachahmung aufgestellt bleiben wird.
Empfangen Sie übrigens die Versicherung meiner Achtung
mit der ich bin,
In meinem Hauptquatier zu Keszthely am 30. November 1809
Ihr wohl affekzionirter Eh. Johann
An den Kaisl. Königl. Herrn Hofrath von Hermann
(36 kr. Stempel.)
Collationiert und ist dem hierorts mir produzirten ungestempelten Originale wörtlich gleitlautend.

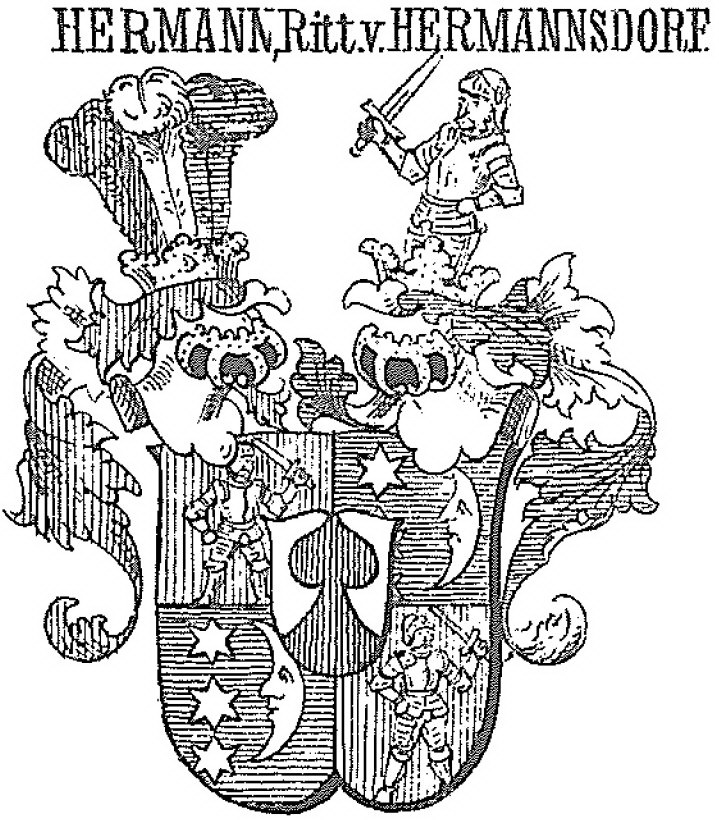
Wappen Familie Ritter Hermann von Hermannsdorf

Znaim am 17.t Juni 1861
Franz Stiger m.p. (undeutlich)
k.k Notar
L.S.

## Familienwappen
Über die Familie Ritter Hermann von Hermannsdorf wird nachstehend aus zitiert.
In frühester Zeit in Oesterreich und Deutschland ansässig. Der alte Adel wurde Einzelnen des Geschlechtes zu wiederholtenmalen bestätigt; so dem Jacob Kaspar, 1. September 1622, dem Johann Michael und dessen Vetter Elias, 1719, der letztere erhielt im Jahre 1727 den böhmischen Ritterstand; und endlich dem Johann Franz, welchem im Jahre 1772 die Adelsbestätigung, und 1786 die Erhebung in den Reichs- und erbländischen Ritterstand zu Theil ward. Jetzt in Niederösterreich begütert.
Wappen. Von Roth und Blau geviertet mit silbernem durch rothes Lindenblatt gespaltenem Herzschild. 1. u, 4. ein geharnischter Schwertmann; 2. u. 3. zu Pfahl drei silberne Sterne, hinter denselben rechts gewendet ein silberner Mond. – Zwei gekrönte Helme: 1. drei – roth – weiss – blaue – Straussenfedern; Decken: rothsilbern; H. Bild von 1. wachsend; Decken: blau-silbern.

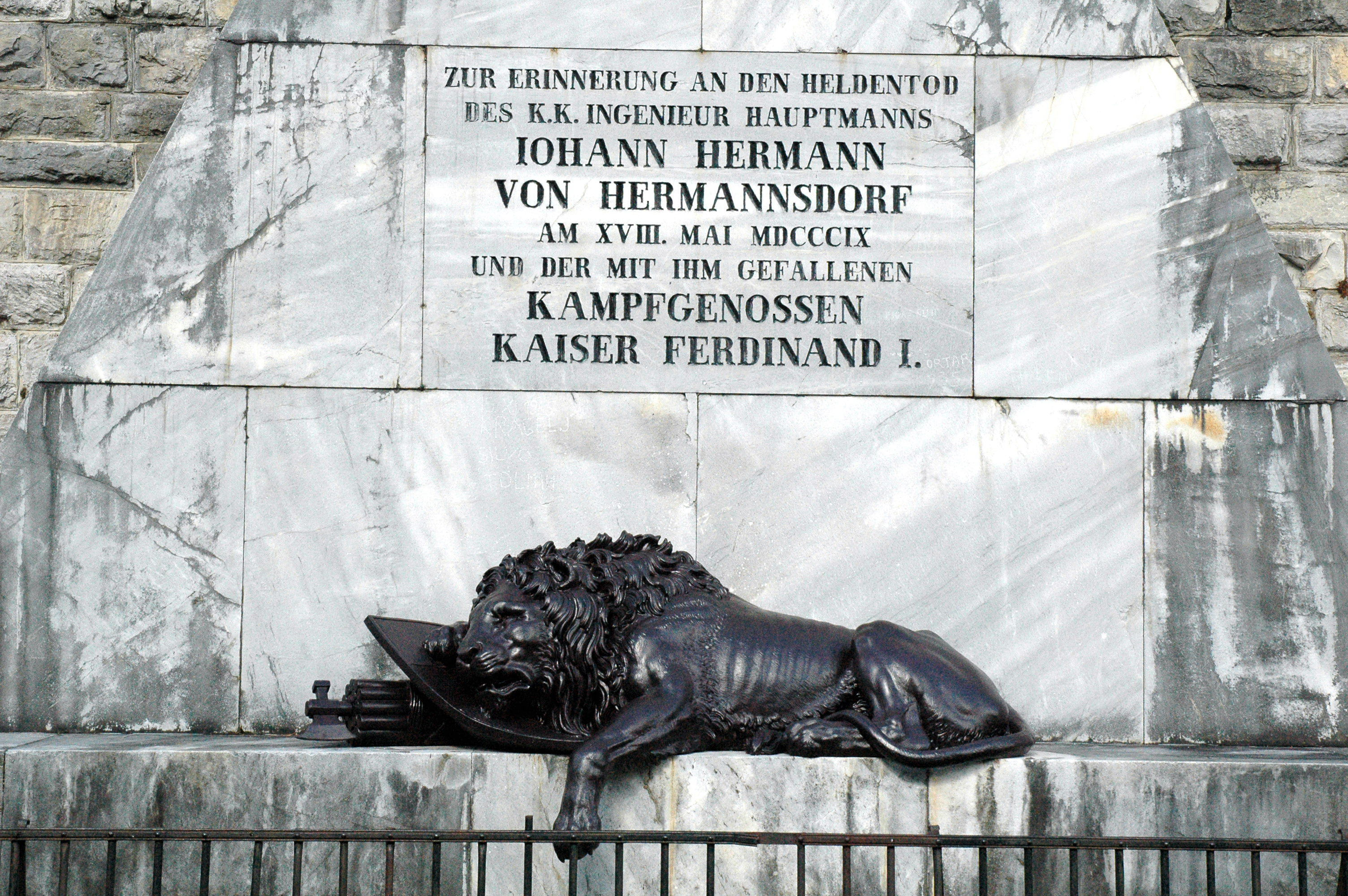
Kriegerdenkmal für Hauptmann Johann Hermann von Hermannsdorf am Predil-Pass

(Wappengrafik siehe Abbildung)

## Ehrungen
- 1851 Errichtung des Denkmals am Predil-Pass, gewidmet von Kaiser Ferdinand I.
- Ein Stich von der Feste am Predil war das einzige Bild im Arbeitszimmer Kaiser Franz Josefs[7]
- An der Theresianischen Militärakademie erinnert eine Gedenktafel an Hauptmann Hensel und Hauptmann von Hermannsdorf
- Hermannsdorf war Jahrgangspate des Ausmusterungsjahrgangs 1987 (Predil) an der Theresianischen Militärakademie[8]
- Die Garnison Leibnitz ist nach Hermann von Hermannsdorf benannt.
- Erzherzog Johann ehrt mit einem Brief, geschrieben am 30. November 1809, versendet am 5. Dezember 1809, an seinen Vater Hofrat Johann Franz den Heldentod des Hauptmann Johann Hermann von Hermannsdorf

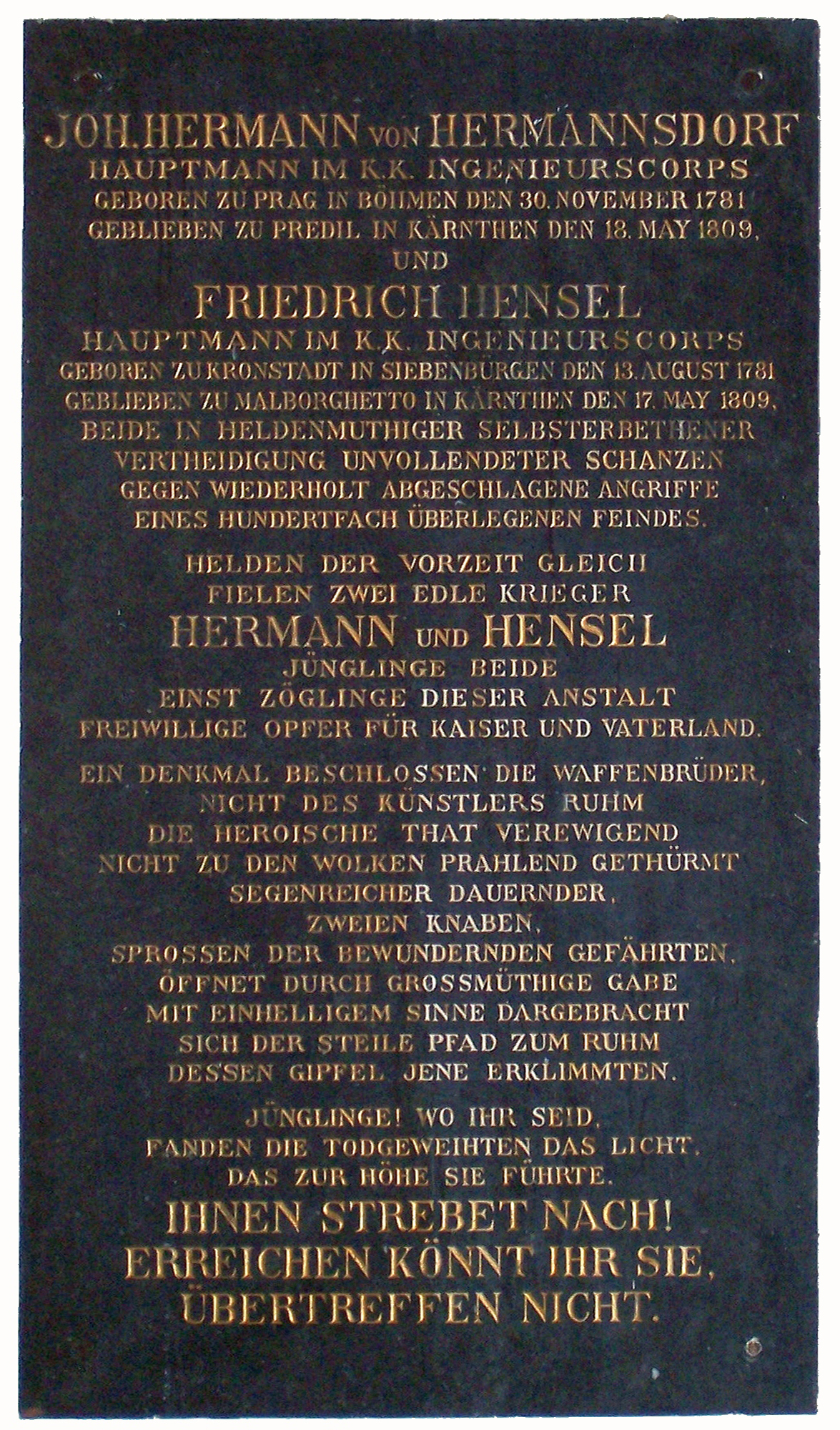
Gedenktafel in der Theresianischen Militärakademie